# 어벤져스: 둠스데이
"어벤져스: 둠스데이"(영어: Avengers: Doomsday)는 2026년 개봉 예정인 미국의 슈퍼히어로 영화이다. 루소 형제가 감독을 맡았으며, 마블 시네마틱 유니버스: 페이즈 6에 속한다.